# Angereb

L'Angereb, anche conosciuto come Bahr as-Salam, è un fiume dell'Etiopia e del Sudan orientale; è uno degli affluenti di destra del Nilo. 
Si origina presso  Daqwa, a nord di Gondar nella regione degli Amara, scorrendo verso ovest per confluire nel fiume Atbara. Il distretto storico di Armachiho è situato lungo parte del suo corso
.
La diga dell'Angereb è stata edificata nel 1986 per scopi di approvvigionamento idrico, interrompendo il corso del fiume.